# 移液器

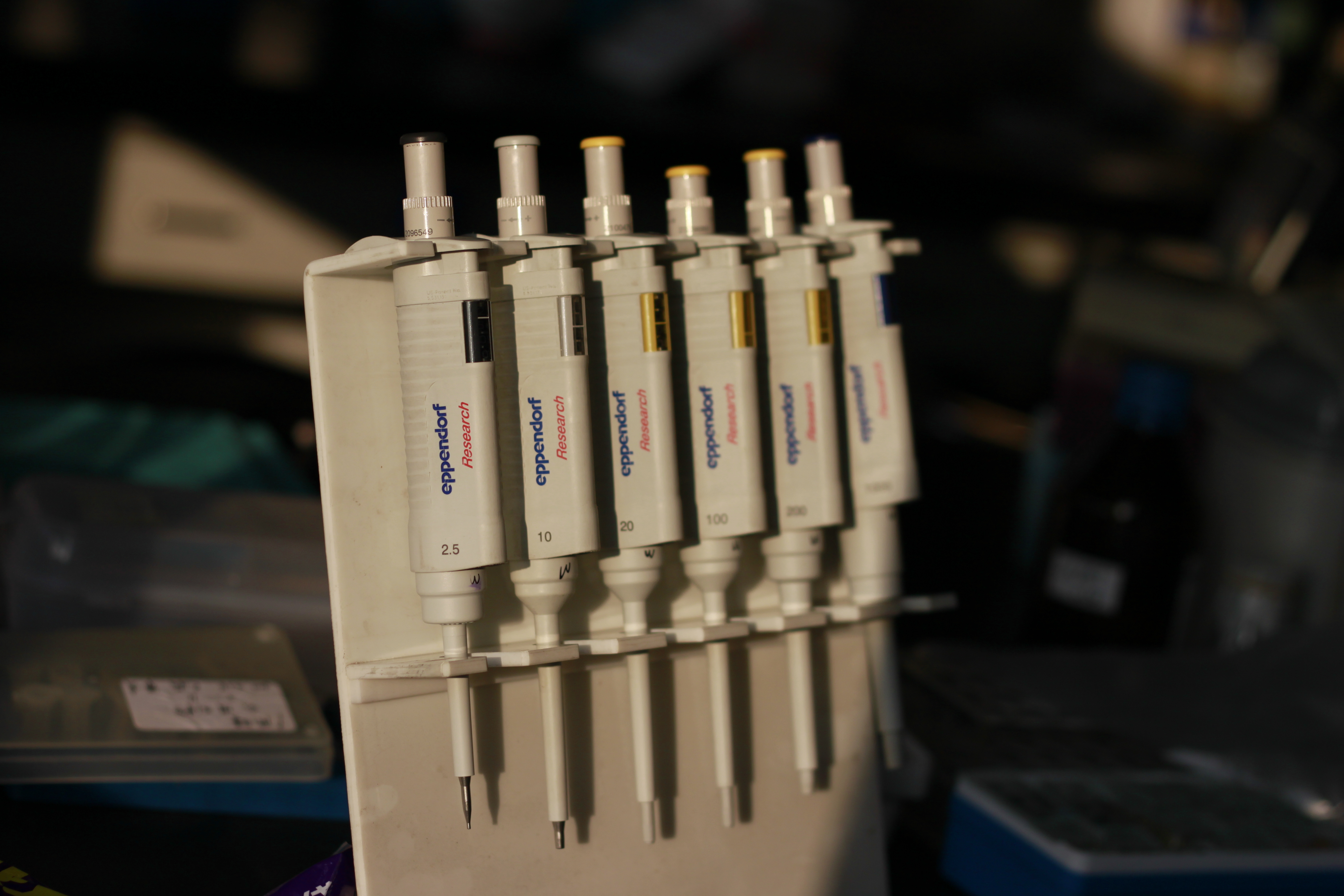
一组Eppendorf移液器

移液器（英語：pipette），又稱「定量吸管」、「移液管」、「吸量管」，港台口語上常以英語名稱來稱呼。是一種實驗室器材，專門用來量測液體體積，並將其吸取以滴入其他容器。常使用於生物學實驗或化學實驗。通过多种设计来实现不同的准确与精密度，包括从简单的一片玻璃制作的吸管，到复杂的可调的或电控的吸管。 许多移液管可使液面上方容器形成局部真空，并通过选择性地调节真空体积来吸取或排出液体。其测量的准确度因种类不同而差别巨大。

## 历史
第一个微量移液管由德国人汉斯·施密茨（Dr Hanns Schmitz）于1960年发明。艾本德（Eppendorf ）公司的创始人，海因瑞·奈希勒（Heinrich Netheler）继承了专利权，并于1960年代开始了微型移液器的商业生产。而可调的移液器则是由几个美国威斯康辛州的人共同发明的，主要包括发明家沃伦·吉尔森（Warren Gilson）和威斯康星大学麦迪逊分校的生物化学教授，亨利·拉迪（Henry Lardy）。

## 称呼
即使各种移液器都有本身特定的描述性称谓，在实际中，任何类型的移液器都会被简单地称为“移液器”或“定量吸管”，通过上下文可以明显地推断出所指的具体种类。有时，处理1至1000微升的移液器会被区别为“微量移液器”（micropipette），而对于更大体积的，则会成为“大量移液器”（macropipette）。

## 常见的移液器

### 排气式微量移液器

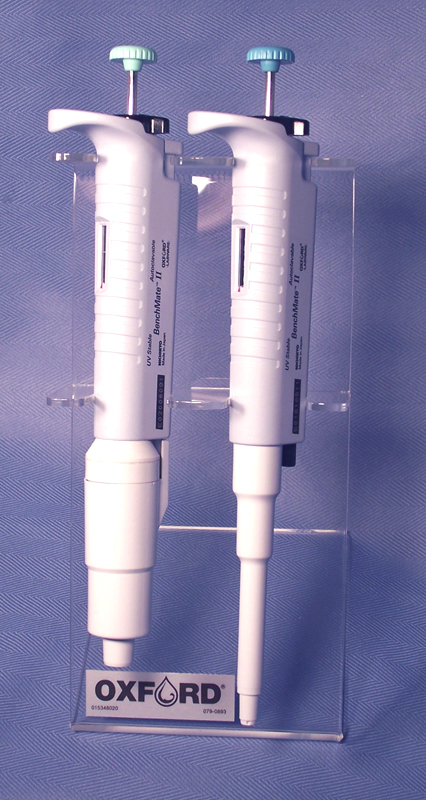
处理1-5毫升和100-1000微升的移液管，具有锁定功能

排气式微量移液器，常称为“排气式移液枪”，简称“移液枪”，是一种可调的、用于测量0.1-1000微升间体积的移液管。这种移液管需要一次性的枪头，与液体接触。以下几种型号的微量移液管对应四种不同颜色的尖端：
| 种类  | 体积 (uL)  | 顶端颜色 |
| ----- | ---------- | -------- |
| P2.5  | 0.1-2.5    | 黑       |
| P10   | 1 – 10     | 白       |
| P20   | 2 – 20     | 黄       |
| P100  | 10-100     | 黄       |
| P200  | 20 – 200   | 黄       |
| P1000 | 100 – 1000 | 蓝       |

这种移液器通过活塞驱动，排出空气，由此，垂直运动的金属或陶瓷活塞在密闭的筒管中制造出真空。当活塞向上抽动，压缩后半部气体，而前一半空间则变成了真空。此时，枪头附近的液体便进入了真空部分，随后便可转移或再次排出。这种移液器可以很准确和精密。然而，因为其依赖于气体的移动、压缩，它的准确度会受环境条件的影响，特别是温度和使用者的技术。因而，这种仪器必须被妥善地保存和校准，使用者也必须经过训练，练习正确的和稳定的操作技术。
微量移液器品牌包括 Gilson、ErgoOne、Eppendorf等。
存在不同种类的微量移液器：
- 体积可调的或固定的
- 单腔道、多腔道或连發型
- 锥形尖端或柱状尖端
- 手动的或电控的

不分厂家和价格，如果频繁使用，任何生产商都推荐使用者每六个月校准微量移液器。药物、食品厂商要求每三个月校准。进行化学实验的学校可以每年校准。进行大量测试的法医和研究部门通常会每月校准。

### 正置换移液器
这种移液器与排气式移液器相类似，但是更少用，通常用于避免污染，或用于体积小、挥发性的或有粘性的物质，比如DNA。主要的差别在于其一次性尖端是一个微量调节注射器（Microsyringe），由塑料制成，包括一个活塞，可以直接排出液体。

### 容积式移液器

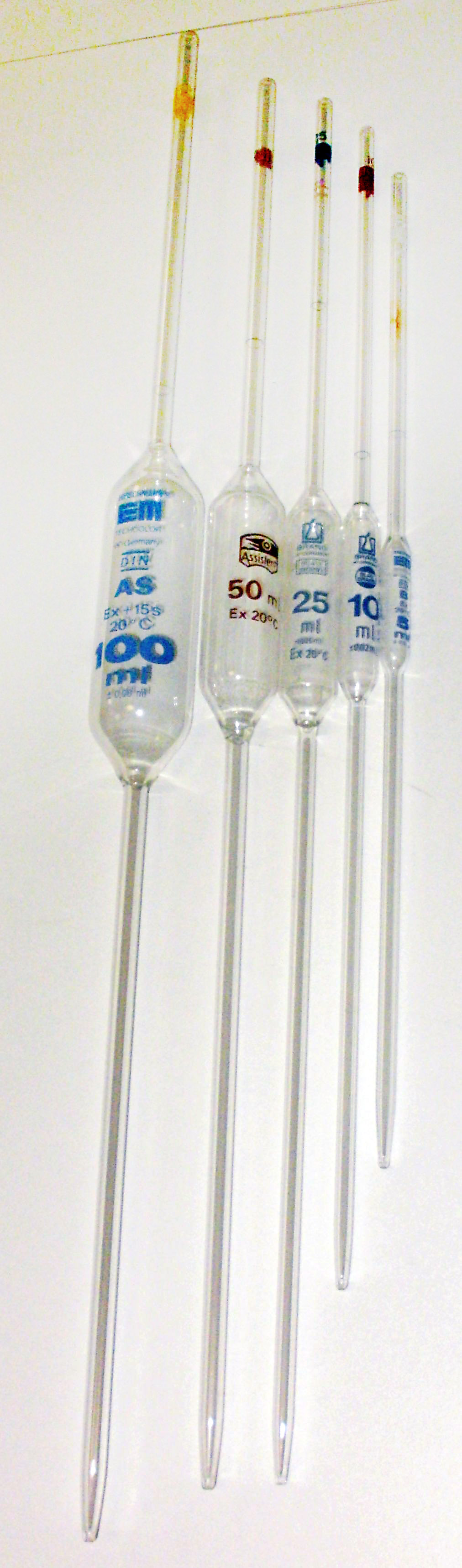
不同型号的容积式移液器

容积式移液器允许使用者极高精度地（四位有效数字）测量溶液体积，这种移液器有一个较大的球状物，上方与一个狭窄的部分相连，这一部分刻有一条刻度线，仅标识出一个体积（类似容量瓶）。典型的型号包括10、25、50毫升体积。容积式移液器常用于从基本原料中配制溶液，或用于准备滴定液。

### 刻度移液器
刻度移液器，又称刻度吸管、有刻度移液管等，是一种大型移液器，包含一个有一系列刻度线的长筒，类似于量筒或滴定管，表示不同的体积。它也需要制造真空，在早期的化学、生物试验中，实验者会用嘴吸气。刻度移液器通常有5、10、25、50毫升规格。
为防止吸入有害物质，各类手动或电控的移液器被发明了出来。最初，移液器由钠钙玻璃（soda-lime glass）制成。如今许多移液管都有硼硅酸盐玻璃（borosilicate glass）制成。一次性的刻度移液器通常由聚苯乙烯制作。刻度移液器常见两种刻度方式：
- 摩尔吸管（Mohr pipette），在末端前刻有零刻线。特定体积的液体吸入移液管，通常至最大体积，然后根据需要，部分移出。
- 血清吸管，无零刻线对应空的移液管，所需体积的液体吸入移液管，然后移出。

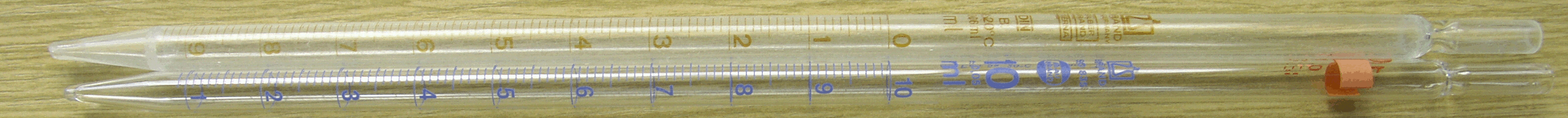
上方：摩尔吸管。下方：血清吸管

历史上，刻度移液器的精度不如容积式移液器，然而随着生产方法的进步，如今的刻度移液器精度可与容积式媲美。刻度移液器具有正负误差范围，在20℃测量时，即是理论体积的0.6%至0.4%。刻度移液器根据ISO精度和刻度安排标准制造。A类比B类精度更高。

### 巴斯德吸管

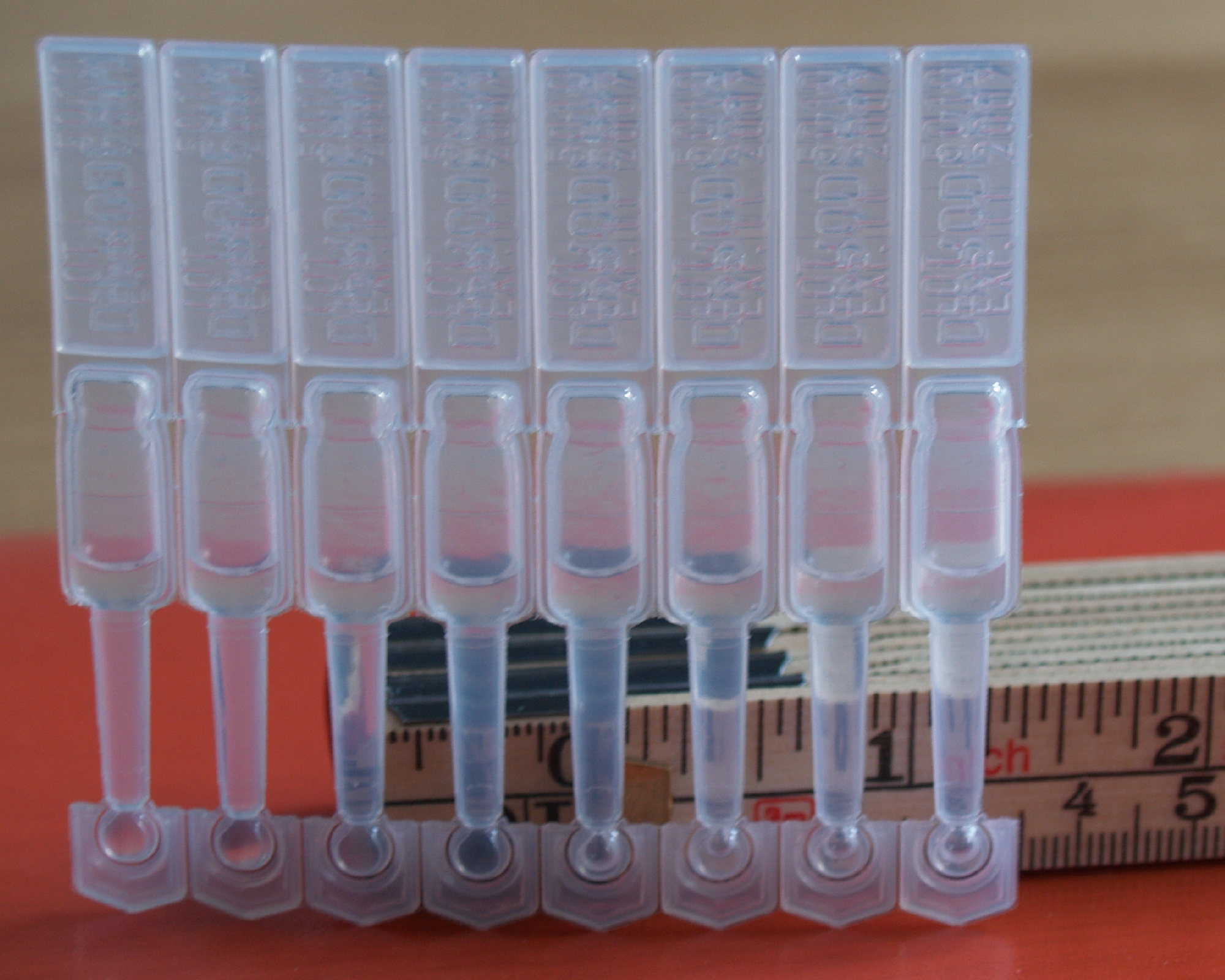
巴斯德吸管

巴斯德吸管是一种塑料或玻璃移液管，用于转移少量液体，但不标有任何体积的刻度或准线。巴斯德吸管更常被称为滴管、化学滴管。

## 特制的移液器

### 注射器吸液管
注射器吸液管是一种手持设备，拥有容积式、刻度式移液管和滴定管的全部功能。它被ISO体积A类标准校准。采用玻璃或塑料管，活塞由拇指控制。这种设备应用于多种液体（水溶液、粘性液体、挥发性液体；烃类；精油；混合物），测量范围在0.5mL到25mL之间。这种安排提高了测量精度、操控安全性、可靠性，节省资源，并使得使用范围较广。这种吸液管不需要一次性枪头。

### 玻璃微量吸管
这种移液管用于微观样品的物理接触，比如显微镜下注射（microinjection）和膜片钳（patch clamp）操作。大多数微量吸管由硼硅酸盐、铝硅酸盐或石英制成，当然也有其他很多种类、型号大小不同的玻璃管。各种组成都拥有不同的性质，决定了他们的适用范围。

### 移液机器人

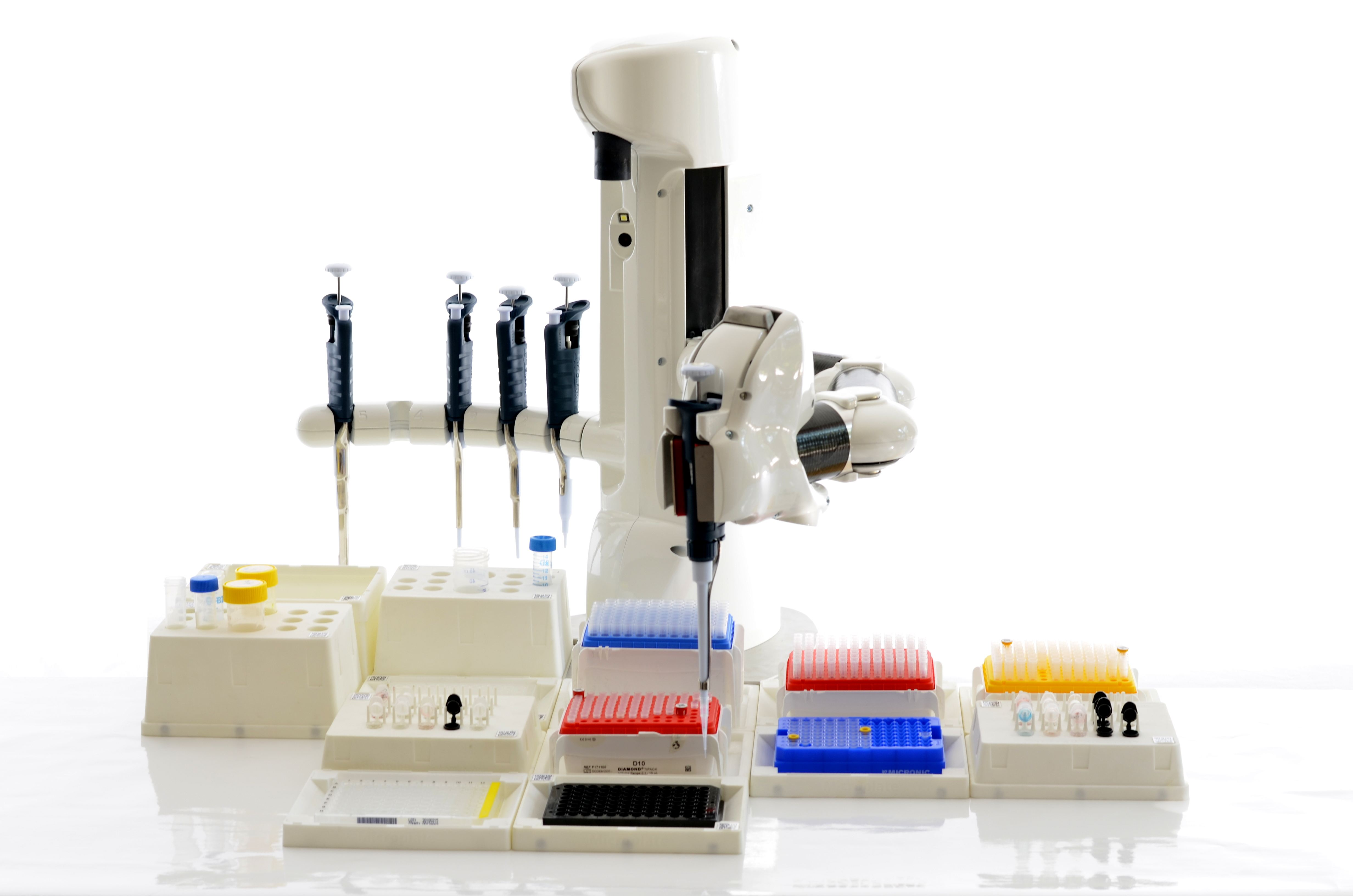
人形机器人操纵移液器

移液机器人能够像人一样操作移液管。

## 校准
移液器的再校准对于使用该仪器的实验室来说是很重要的。通过与标准比较，它可以检验或调整测量仪器，使其接近真实值。移液器的校准，对于保证仪器按预想、在规范下工作是极为关键的。它被认为是个很复杂的工作，因为包括了多个校准步骤中的要素、多个校准标准选择，同时还要考量移液器本身的品质和模型。

## 外部連結
- types of pipettes and their uses （页面存档备份，存于）类型和使用方法介绍（英文，PPT，1.3MB）
- Helpful Hints on the Use of a Volumetric Pipet （页面存档备份，存于） by Oliver Seely（在线图解）
- How to use a safety pipette filler (rubber bulb/ball shape) （页面存档备份，存于）（在线图解）
- Gilson/Rainin Lawsuit （页面存档备份，存于）（媒体文档）